# Arashi
Az Arashi (japánul: 嵐) öt tagból álló japán popegyüttes a Johnny’s Entertainment ügynökségnél. Az együttes hivatalosan 1999. szeptember 15-én alakult Honoluluban (Hawaii), és 1999. november 3-án kiadták debütáló cédéjüket. A csapat kezdetben a Pony Canyon kiadóhoz szerződött le. Kiadtak egy albumot, valamint hat kislemezt: kezdve 1999-ben a névadó debütáló dalukkal, mielőtt még 2001-ben átigazoltak volna a Johnny’s leányvállalatához, a J Stormhoz. Eredetileg azért alapították a J Storm-ot, hogy hozzájáruljon a sikeres lemezkiadásokhoz. Miközben az első kislemezükből körülbelül egymillió példányt adtak el, az együttes keverte a popot és az alternatív/kortárs vonalat a zenéjükben, ami a követőik magját célozta meg.
A 18. kislemezük megjelenésével, a "Love So Sweet"-tel az Arashi kereskedelmi sikereket is kezdett elérni, mivel a "Love So Sweet"-et használták egy neves japán sorozat (Hana Jori Dango) főcímdalának, ezzel bekerülve az öt legkelendőbb japán kislemez közé. Ez az együttes első olyan kislemeze, amelyből 400 000 példányt adtak el összesen közel hét év alatt. A következő két évben az Arashi számos dallal ért el sikert, hiszen az első olyan formáció lettek, akik két egymást követő évben álltak az első helyen az Oricon éves listáján: 2008-ban a "Truth/Kaze no mukó e" és a "One Love", 2009-ben a "Believe/Kumorinocsi, Kaiszei" és "Asita no Kioku/Crazy Moon (Kimi va Muteki)" című számukkal egyszerre vezették a 2009-es listát az albummal, a videóklippel. Emellett az első olyan előadók voltak az Oricon történelmében, akik nevéhez fűződött az első három legkelendőbb dal az évben. 2010-ben mind a hat daluk szerepelt az Oricon éves listáján az első tízben, és a "Boku no Miteiru Fúkei" című lemezük lett az év legkelendőbb albuma Japánban. 2015 májusáig az együttes több, mint 30 millió lemezt adott el, és a második legnépszerűbb együttessé váltak Ázsiában.

## Tagok
- Óno Szatosi (大野 智)
- Szakurai Só (櫻井 翔)
- Aiba Maszaki (相葉 雅紀)
- Ninomija Kazunari (二宮 和也)
- Macumoto Dzsun.(松本 潤)

## Történet

### 1999-2001: Kezdetek, és búcsú a Pony Canyontól
A Johnny & Associates kiadó 1999. szeptember 15-én jelentette be az együttes debütálását egy sajtótájékoztatón, Honoluluban, Hawaii-on. A cég elnöke, Johnny Kitagava öt újoncot választott ki a Johnny leányvállalatból az Arashi-ba, amely magyarra fordítva vihart jelent, képviselve ezzel a vállalat előrenyomulását: „csináljunk vihart a világ minden táján”. 1999. november 3-án kiadták a debütáló cédéjüket „Arashi” címmel, amely az 1999-es Japánban rendezett férfi röplabda-világbajnokság zenéje lett. Nagy sikert aratott, az első héten 557 430 példányt adtak el.
2000. április 5-én kiadták a második kislemezüket „Sunrise Nippon/Horizon” címmel, amely a megjelenéskor az első helyen szerepelt az Oricon heti toplistáján, és 304 340 példányban adták el. Másnap a csapat elkezdte az első turnéját az Osaka Hall-ban. Júniusban az együttes kiadta a következő kislemezét „Typhoon Generation” címmel, amely megjelenéskor a heti toplista harmadik helyére került 256 510 példányos eladással, és még kilenc hétig ott volt a toplista elején. Miután augusztusban több koncertet is adtak, az együttes kiadta a 2000-es év utolsó dalát „Kansa Kangeki ame arashi” címmel. A dal a második helyet kapta az Oricon heti toplistáján, és az első héten 258 720 példányt adtak el belőle.
2001 januárjában az Arashi kiadta az első nagylemezüket: „Arashi No.1 (icsigó): Arasi va arasi o jobu!”. Az album megjelenésekor az Oricon heti toplistájának első helyén állt 267 220 eladott példánnyal. Amíg nem jelentették meg a tizedik évfordulójukon az „All the Best 1999-2009”-es albumot, addig ez volt legkelendőbb nagylemezük a tíz év alatt összesen 323 030 eladott példánnyal. 2001. március 25-től április 30-ig az együttes elindította első országos koncert turnéját „Arashi Spring Concert 2001” névvel. A turné a következő városokban adtak összesen huszonhat példátlan előadást: Szendai, Oszaka, Nagoja, Hokkaidó, Fukuoka, Hirosima, Kanazava, Tojama és Tokió. Mielőtt átmentek volna egy privát lemezkiadóhoz, 2001. végén kiadták az utolsó dalukat(„Dzsidai”) a Pony Canyon kiadó segítségével. Ez lett a főcímdala a „Kindaicsi sónen no dzsiikenbo” sorozatnak, amelyben Macumoto játszott, és elnyerte a legjobb főcímdal kinevezést is a harmincadik „Television Drama Academy Awards” jóvoltából.

### 2002-2005: J Storm és az eladások csökkenése
Az Arashi 2002-ben jelentette meg első dalát a J Storm kiadónál: „A Day in Our Life”, amely a „Kiszarazu Cat’s Eye” vígjáték sorozat főcímdala lett Szakurai szereplésével, és az Oricon heti toplistájának élén végzett 226 480 példány eladásával. Ezután az ebben az évben kiadott dalaik a „Nice na Kokoroiki” és a „Pikanchi" a „Kocsira Kacusika-ku Kameari kóenmae hasucudzso” anime valamint az együttes filmjének a „Pikanchi Life is Hard dakedo Happy” főcímdalai lettek.
A 2003-as évtől az együttes csak két kislemezt adott ki minden évben egészen 2007-ig. Mindkettő dal 2003-ban jelent meg: a „Tomadoi nagara” és a „Kotoba jori taiszecu na mono”, a toplista második helyén végezve. A „Kotoba jori taiszecu na mono” volt az első olyan dal, amelynek szerzéséhez hozzájárult egy tag is az együttesből, hiszen a csapat többi dalát más dalszövegírók, zeneszerzők és zenészek szerezték. Szakurai, aki az Arashiban a rapper szerepét tölti be, azóta az összes rap dalszöveget ő írja az együttes kiadásaiban.
2004-ben volt az ötödik évfordulója az Arashi debütálásának. A tizenkettedik kislemezük kiadásával kezdték az évet „Pikanchi Double” címmel, és februárban a második saját filmjüknek(„Pikanchi Life is Hard dakara Happy”) lett a főcímdala. Az első héten 89 106 darabot adtak el, ami az Arashi eddigi legalacsonyabb eladása. Az évfordulójuk megünneplésére kiadtak egy „Best Selection 2002-2004” című albumot a legjobb dalaikkal, amely tartalmazta a 2004-es év második kiadott dalát is, a „Hitomi no naka no Galaxy/Hero”-t.
2005-ben, az új év napján megjelentették az első koncert DVD-t „2004 Arasi! Iza, Now Tour!!” címmel. Július 26-tól augusztus 24-ig a nyári „One” nevű turnéra indultak, hogy népszerűsítsék albumukat, aminek ugyanez volt a címe. A turné egyik fénypontja az év első dalának, a „Sakura Sake”-nak az előadása volt a „Johnny Moving Stage” tetején, amely egy átlátszó színpad a közönség felett haladva. A Macumoto által kitalált mozgószínpadot azóta a koncertek többségén használták, hogy közelebb lehessenek azokhoz a nézőkhöz is, akik távol ülnek a nagyszínpadtól. Novemberben az Arashi kiadta a „Hana jori dango” mangán alapuló sorozat főcímdalát Macumoto főszereplésével. Az első héten a „Wish”-t 178 000, és több mint 300 000 példányban adták el mire lekerült a toplistáról,ezzel az első olyan kislemez lett, amelynek több mint 300 000-es eladása van összesen.

### 2006: koncertek Japánon kívül
2006-tól az együttes kis- és nagylemezei külföldön is ki lettek adva. Az „Arashic” stúdióalbumuk nem csak Japánban, hanem Hongkongban, Dél-Koreában, Tajvanon, és Thaiföldön is megjelent. A nagylemez sikeres volt Koreában, mivel az első 10 000 példányt mind eladták az első napon, és még a nem koreai zenei toplistában is első helyet kapott július harmadik hetén.
Az Arashi nyári turnéjának, az „Arashic Arashic Arashic Cool and Soul” közepén a csapat Ázsia különböző országaiba ment július 31-én „Jet Storm Tour” cím alatt. Ellátogattak Tajvanba, Thaiföldre, és Dél-Koreába, azokba az országokba amelyek később a 2006-os ázsiai turnéjuk része volt, mindezt egy nap alatt, hogy sajtótájékoztatókat tartsanak, és népszerűsítsék az „Arashic” albumot. Szeptember 16-án és 17-én, az Arashi az első két koncertjét adta Tajpejben, a Tajpej Arénában.
Az év első kiadásai, az „Arashi”, a „Wish” és a „Kitto Daidzsóbu” előadása után, az együttes képviselte Japánt szeptember 22-én a Dél-Koreában rendezett harmadik ázsiai dalfesztiválon. Majdnem két hónappal később, ők voltak az első csapat a Johnny’s kiadótól, akik önálló koncerteket adtak Dél-Koreában. A The Korea Times szerint azért tartottak koncerteket Koreában, mert a Jet Storm turné alatt 1 500 koreai rajongó gyűjt össze az Incheon Nemzetközi Repülőtéren. Az Arashi népszerűsége akkor mutatkozott meg igazán Dél-Koreában is, mikor az összes koncert jegyet eladták egy óra alatt, mivel 150 000 ember rohamozta meg az online jegyfoglalást.
A csapat visszautazott Japánba, és megjelentette a második kislemezüket az évben „Aozora Pedal” címmel, amit Szuga Sikao szerzett és írt, és Szakurai filmjéhez használták fel, a „Honey and Clover”-hez. Habár az Arashi tervezte, hogy visszatér Thaiföldre és október 7-én tartanak egy koncertet, de katonai puccs miatt törölték az eseményt.

### 2007: visszatérés a japán piacra
Február 21-én a csapat kiadta az év első slágerét „Love So Sweet” címmel, amely a főcímdala lett egy neves sorozatnak, a „Hana jori dango 2”-nek, és az Oricon napi és heti toplistáján is az első helyen végzett. Több mint 200 000 példányt adtak el egy hét alatt. A tizenkilencedik kislemezük, a „We Can Make It!” május 2-án jelent meg,és szintén az első helyet kapta az Oricon napi és heti toplistáján.
Áprilisban a csapat az egyik legnagyobb koncertjét adta: „Arashi Around Asia in Dome” néven, amely a januári „Triumphant Homecoming” koncert folytatása volt. A koncert célja a sikeres ázsiai turné megünneplése volt. Az „Arashi Around Asia in Dome”-t Ószakában a Kyocera Dome-ban, és Tokióban a Tokyo Dome-ban tartották, ezzel ez volt az első szereplésük ott. Július 14-én elindították a nyári koncertsorozatukat „Time-Kotoba no csikara” címmel, hogy népszerűsítsék a hetedik stúdióalbumukat, a „Time”-ot. Az első héten 190 000 példányt adtak el belőle, amely nem csak felülmúlta az eddigi albumokat, de megkapta a Platinum lemezt a RIAJ (Recording Industry Associaton of Japan)-tól.
Szintén júliusban, a „Jamada Taró monogatari" sorozat is elkezdődött, amelyben Ninomija és Szakurai is szerepelt. Az Arashi énekelte a főcímdalt, aminek „Happiness” volt a címe, és szeptember 5-én jelent meg a harmadik kislemezükként ebben az évben. Az év sikereket hozott a csapatnak, mivel az összes ebben az évben kiadott slágerük benne volt az Oricon top harmincas listájában, a „Love So Sweet”-tel a negyedik volt az összes eladással, és ezzel az együttes első olyan dala, amely benne volt az éves top tízes listában. 2008-ban a „Love So Sweet” bekerült a tíz legjobb sláger közé a huszonkettedik „Japan Gold Disc Awards” jóvoltából.

### 2008: növekvő népszerűség Japánban
A csapat 2007-es sikerei ismét felkeltette a közönség érdeklődését. Februárban kiadták az első dalukat az évben, a „Step and Go”-t, ami vezette az Oricon heti toplistáját és 324 223 példányban adták el az első héten, ezzel ez lett az első olyan kislemezük, amely túllépte a 300 000-es eladást már az első héten a „Sunrise Nippon/Horizon” óta 2000-ben. Ugyanebben a hónapban bejelentették, hogy koncertezni fognak az öt nagy dómban Tokióban, Nagojában, Ószakában, Fukuokában és Szapporóban. Az „Arashi Marks 2008 Dream-A-Live” turné tíz fellépést foglalt magába a május 16-i ószakai koncerttől a július 6-ai szapporói koncertig. Az Arashi-n kívül csak a SMAP és a KinKi Kids nevű formáció adott koncertet az öt dómban a Johnny's kiadótól. A turné egybeesett a nyolcadik stúdióalbumuk megjelenésével, a „Deam „A” Live”-val, amelyről azt állította az Oricon, hogy sok férfi vásárlója volt, annak ellenére, hogy a Johnny’s kiadó együtteseinek kiadásai leginkább tinédzserlányoknak és fiatal felnőtteknek készültek. A turné közepén az Arashi megjelentette a huszonkettedik kislemezét „One Love” címmel, ami a „Hana Yori Dango” utolsó évadjának főcímdala lett. Csak úgy, mint a „Step and Go” esetében, ebből is több mint 300 000 példányt adtak el az első héten, és a heti toplistán az első helyet foglalta el.
Az együttes második turnéjának kezdetével, Arashi a harmadik olyan zenei csapat lett (a SMAP és a Dreams Come True után), akik felléphettek a Nemzeti Olimpiai Stadionban Tokióban, ami az első nagy nyitott koncertjük volt szeptember 5-én. A turné első két állomása Tajpej és Szöül volt, míg a harmadik az első útjuk volt Sanghajba. Az első sanghaji koncert egyben a Johnny’s kiadó első koncertje is volt Kínában. Egy hónappal a „One Love” megjelenése után, kiadták a huszonharmadik kislemezüket is, a „Truth/Kaze no Mukou e”-t. Az első helyet érte el az Oricon heti toplistáján, és 467 288 példányt adtak el. Még november 15., a sanghaji koncert előtt megjelent a negyedik kislemezük is ebben az évben, a „Beautiful Days”, ami a „Ryuusei no Kizuna” sorozat főcímdala lett, Ninomija szereplésével. Ugyan a „Beautiful Days”-nek csak kicsivel több, mint egy hónapja volt a toplistán szerepelni, mielőtt lezárult volna az Oricon 2008-as listája december 11-én, a dal elérte, hogy szerepeljen az első tíz legkelendőbb kislemezek között az évben. A koncert DVD-jük április 16-án jelent meg „Summer Tour 2007 Final Time – Kotoba no Chikara” címmel, ami a második legkelendőbb zenei DVD lett Japánban az évben, és a hatodik legkeresettebb az összes DVD közül.

### 2009: tizedik évforduló
Az együttes két dupla kislemezt adott ki: március 4-én a „Believe / Kumorinochi”-t és május 27-én az „Ashita no Kioku / Crazy Moon (Kimi wa Muteki)” –t. Mindkét kislemezből több, mint 500 000 darab fogyott az első héten, ezzel az Arashi lett az első olyan híresség Keiszuke Kuvata óta, akik meghaladták az 500 000-es eladást két egymást követő kislemezzel az első héten.
Június végén jelentették be a tizedik évfordulójuk alkalmával rendezett turnét, az „Arashi Anniversary Tour 5x10”-t, amely keretein belül három egymást követő alkalommal léptek fel a Nemzeti Olimpiai Stadionban, Tokióban. Ők voltak az első olyan művészek, akik ebben a stadionban léphettek fel három egymást követő napon. A harmadik kislemezük, az „Everything” július 1-jén jelent meg, és közel 342 00 példányban adták el az első héten. Augusztus 19-én megjelent egy válogatás a legjobb dalaikból „All the Best! 1999-2009” címmel, amin majdnem az összes kislemez slágereit tartalmazta a debütálás óta, valamint egy új számot is, amit a csapat tagjai írtak és egy limitált kiadású harmadik cédé, amire az együttes válogatta össze a tíz kedvenc dalát. Több, mint 753 000 darabot adtak el belőle az első héten. Tizenhárom nappal a megjelenés után átlépték az egymilliós eladást, ami az első ilyen eset volt az Arashi történetében. 2009-ben ez volt az első album, ami elérte az egymilliós eladást.
November 11-én kiadták a „My Girl”-t az utolsó kislemezükként erre az évre. Az Oricon heti toplistájának első helyére került 178 000 példányos eladással a megjelenés napján, ami az első hét végére 432 000 darab lett. November 17-én bejelentették, hogy az Arashi uralta az első négy helyet a megjelenést követő első heti eladásokkal 2009-ben.
November 20-án tartottak egy eseményt, amit a House Foods rendezett „Arashi in Tokyo DisneySea Premium Event” néven. Lefoglalták az egész parkot egy estére, és az együttes különleges karácsonyi dalokat adott elő, és saját dalaikat is, mint az „Arashi” és a „One Love” , ezzel az első olyan hírességgé váltak, akik előadhatták a saját dalaikat a tokiói DisneySea-ben.
Az Arashi részt vett a hatvanadik NHK „Kouhaku Uta Gassen” rendezvényen szilveszterkor, ezzel nem csak az ő első alkalmuk volt,hogy itt szerepeltek, hanem a huszonegy éve fennálló két másik csapatnak is a Johnny’s kiadótól: a SMAP és a Tokio is először lépett fel a „Kouhaku” rendezvényen.

### 2010: a folytatódó siker
Január 5-én bejelentették, hogy az Arashi „Yurase, Ima o” dalát választották a 2010-s téli olimpia összefoglalójának főcímdalának az NTV-n. Január 6-án Szakurai bejelentette, hogy az Arashi biztosítja a következő sorozatának a főcímdalát is, „Troublemaker” címmel. Az ezt követő napon a Mezamashi TV bemutatta a „Saigo no Yakusoku” című különleges sorozat főcím dalának előzetesét, ami az Arashi első közös sorozata az elmúlt tíz évben. A főcímdal, a „Sora Takaku”-t 2009. december 15-én mutatták be a sorozat különleges sajtótájékoztatóján. A három új dalból, csak a „Troublemaker” és a „Yurase, Ima o” került fel a március 3-án kiadott kislemezre, amelyen a „Troublemaker” volt a sláger dal.
Február 24-én, a huszonnegyedik „Japan Gold Disc Awards” az Arashinak ítélte az év előadója díjat, és még kilenc díjat különböző kategóriákban. Ennek eredményeképpen, ők voltak az első olyan művészek, akik egyszerre tíz díjat nyertek el.
Április 5-én bejelentették, hogy május 19-ei megjelenéssel az Arashi adja a főcímdalát „Monster” címmel Ohno sorozatának, a „Kaibutsu-kun”-nak. Május 24-én a „Monster” az első helyet érte el az Oricon heti toplistáján 543 000 példányos eladással az első héten, és ezzel az Arashi volt az első olyan együttes, akik a debütálás óta harminc egymást követő slágerükkel elfoglalták az Oricon első három helyét a heti toplistában.
Június 5-én bejelentették, hogy két és fél évvel a „Dream „A” Live” nagylemez után, kiadnak egy újabb stúdióalbumot, és országos koncertsorozatot adnak: négy koncertet a Nemzeti Olimpiai Stadionban, és az öt dómban: Oszakában, Szapporóban, Tokióban, Nagojában és Fukuokában. Habár a négy koncert nem volt egymást követő napokon, az Arashi volt az első olyan együttes , aki négy alkalommal lépett fel a Nemzeti Olimpiai Stadionban ugyanazon turné keretein belül.
Az együttes „Love Rainbow” című dalát használták a „Natsu no Koi wa Nijiiro ni Kagayaku” című romantikus dráma főcímdalának, amiben Macumoto és Júko Takeucsi játszott. Kiadták az év harmadik kislemezét „To Be Free” címmel, és ezzel az egymást követő huszadik alkalom volt, hogy a toplista élén állt a slágerük a 2004. július 13-án kiadott „Pikanchi Double” óta. A „To Be Free”-vel egy napon kiadott „Yukai Tsukai Kaibutsu-kun” Ohno szólódala a második helyet foglalta el a toplistán. Az Arashi és Ohno ritka bravúrt hajtottak végre: az első alkalom volt a tíz évük alatt,hogy egy együttes és az együttes egy tagja egyidejűleg foglalta el a toplista első két helyét.
Az Arashi adta az „Ooku: The Inner Chambers” mangából átvett sorozat főcímdalát is „Dear Snow” címmel, amiben Ninomija és Kó Sibaszaki játszottak. Augusztus 10-én megjelent a „Boku no Miteiru” című kilencedik stúdióalbumuk, ami az Oricon toplista első helyén végzett, körülbelül 731 000 példányos eladással. Az album fenntartotta az első helyét a második héten is, ezzel ez lett az első olyan Arashi stúdióalbum, ami két egymást követő héten keresztül az Oricon toplista élén állt. Még 125 000 példányt adtak el belőle, így összesen 856 000 darab kelt el. Szeptemberben a japán légitársaság elindította a belföldi Boeing 777-200-as repülőgépét az Arashi tagjainak képével, és a „Boku no Miteiru Fuukei” albumukkal, amelyet a fedélzeten értékesítettek. A japán légitársaság 2011. januárig indította az Arashi járatot.
A „Love Rainbow” kislemez szeptember 8-án jelent meg. Az Oricon heti toplistájának élén debütált, és 529 000 példányt adtak el belőle, ezzel a „Love Rainbow” lett a csapat harmadik 2010-es slágere, amely meghaladta az 500 000-es aladást. Október 12-én a „Boku no Miteiro Fuukei”-ből összesen egymillió darabot adtak el, ezzel az első olyan album lett Japánban, ami túlhaladta az egymilliós eladást 2010-ben. Továbbá, október 6-án megjelent a „Dear Snow” című kislemez, ami a negyedik kislemezük volt 2010-ben és több mint 500 000 darabot adtak el belőle az első héten.
November 10-én az együttes kiadta a hatodik kislemezét is 2010-ben „Hatenai Sora” címmel. Több mint 572 000 példányt adtak el belőle az első héten, megdöntve a csapat régi személyes rekordját a 300 000-es eladást 1999-ben az első „Arashi” című kislemezükkel. Az együttes az első olyan férfi tagokból álló csapat volt, akik hat kislemezt jelentettek meg egy éven belül. 2010. december 31-én az Arashi volt a házigazdája a hatvanegyedik NKH „Kouhaku Uta Gassen” rendezvénynek Nao Macusitával, ezzel ők lettek az első olyan együttes, akik vezethették ezt a műsort.

### 2011: Beautiful World
2011. január 5-én a huszonötödik „Japan Gold Disc Awards” keretein belül az Arashi ismét elnyerte az év előadója címet, két egymást követő évben. 2011. január 15-én bejelentették, hogy február 23-án kiadják a „Lotus” című kislemezt. A „Lotus” lett a „Bartender” című sorozat főcímdala, Aiba szereplésével.
2011. január 26-án jelent meg az „Arashi 10-11 Tour Scene: Kimi to Boku no Miteiru Fuukei – Stadium” című koncert DVD-je,amiből 618 000 példányt adtak el az első héten. Később még 59 000 darabot eladtak, így összesen 677 000 darab kelt el belőle, ezzel a csapat összes DVD-jének eladott példányait 4 014 000-re emelte. Ennek eredményeképpen az Arashi lett az első olyan híresség az Oricon történetében, akik több mint 4 millió DVD-t eladtak.
2011. május elején a csapat bejelentette az új turné koncertjeit júliusban, szeptemberben és 2012 januárjában „Beautiful World Concert Tour” néven. 2011. május 19-én bejelentették, hogy jótékonysági rendezvényt fognak tartani a Tokyo Dome-ban három napon át 2011. június 24-től, valamint július 6-án kiadják a tizedik stúdióalbumukat „Beautiful World” címmel, és július 24-től elkezdik az országos koncertsorozatot. Macumoto szerint, azért választották ezt a címet, hogy tükrözze az Arashi gondolatait Japán jövőjéről a 2011-es tóhokui földrengés után. Az országos turnéjuk állomásai a négy nagy dóm az ötből, és a Nemzeti Olimpiai Stadion, és ezzel a negyedik egymást követő évben lépnek fel ott.
2011. június 22-én az Oricon bejelentette, hogy az „Arashi 10 – 11 Tour Scene: Kimi to Boku no Miteiru Fuukei – Dome”-ból , az Arashi második koncert DVD-jéből 539 000 példány kelt el, ezzel az összes DVD eladásukat 5 282 000-ra emelve. Ők lettek az első olyan japán hírességek, akik több mint öt millió darabot adtak el a DVD-jükből. 2011. október 19-én az NHK bejelentette, hogy az Arashi és Mao Inoue színésznő lesz a házigazdája a hatvankettedik NHK „Kouhaku Uta Gassen” rendezvénynek. Ez zsínórban a második alkalom, hogy az Arashi vezeti ezt a műsort.
2011. november 2-án a csapat kiadta a harminchatodik kislemezét, a „Meikyuu Love Song”-ot. A „Meikyuu Love Song”-ot választották Szakurai sorozatának, a „Nazotoki wa Dinner no Ato de” záró dalának. A kislemezből 240 000 példányt adtak el az első napon, és több mint 530 000-at az első héten.
2011 decemberében jelentették be, hogy az Oricon éves toplistáiban az Arashi első helyen végzett négy kategóriában is. A „Beautiful World” 908 000 példányos eladással a 2011-es év legkelendőbb nagylemeze lett. Ennek eredményeként az Arashi három egymást követő évben végzett ezen a helyen, amire húsz éve nem volt példa. Ebben az évben szintén harmadjára álltak az első helyen az „Arashi 10 – 11 Tour Scene: Kimi to Boku no Miteiru Fuukei – Stadium” DVD-jükkel, amiből 739 000 darab kelt el összesen, és ezzel a valaha volt legfelkapottabb DVD lett az Oricon szerint. A második legkelendőbb DVD a „Arashi 10 – 11 Tour Scene: Kimi to Boku no Miteiru Fuukei – Dome +” volt 673 000 példányos eladással. Az együttes 2011-ben a második legtöbbet kereső híresség lett Japánban 15 369 milliárd jenes bevétellel.

### 2012: Popcorn
2012. március 7-én megjelentették a harminchetedik kislemezüket, a „Wild at Heart”-et. A „Wild at Heart” a „Lucky Seven” című sorozat főcímdala lett, Macumoto szereplésével. Több, mint 550 000 példányt adtak el belőle az első héten, ezzel az együttes harmadik legkelendőbb kislemeze lett a „Hatenai Sora” és az „Arashi” után. (Ez később a negyedik legkelendőbb lett a 2013-as „Calling/Breathless” után.) Március végén bejelentették az ebben az évben a második, összesen pedig a harmincnyolcadik kislemezük kiadását „Face Down” címmel. Május 9-én jelent meg, és a „Kagi no Kakatta Heya” című sorozat főcímdala lett Ohno szereplésével. Április végén közölték a harminckilencedik kislemezük („Your Eyes”) június 6-ai megjelenési dátumát, ami a „Mikeneko Holmes no Suiri” című sorozat főcímdala lett, melyben Aiba Maszaki szerepelt. A „Dear Snow” és a „Hatenai Sora” megjelenése óta nem volt olyan, hogy két kislemez jelent volna meg egymás után. A„Face Down”-t és a „Your Eyes”-t 526 000 és 478 000 példányban adták el az első héten. Továbbá, az Arashi kiadott egy DVD-t is május 23-án„ARASHI LIVE TOUR Beautiful World” címmel, amit körülbelül 572 000-en vettek meg az első héten.
2012. július 20-án jelentették be a szeptember 20-i és 21-i koncertjüket a Nemzeti Olimpiai Stadionban, Tokióban. Ez az ötödik a év zsinórban, hogy itt léptek fel. Azt is közölték, hogy a csapat 2013-ban is fel fog lépni ugyanott. Az Arashi tagjainak javaslatára, létrehozták az „Arafes” koncepciót, amely szerint az, hogy mit adnak elő a koncerteken, a rajongók szavazásán múlik, akik összesen 240 dalból (kislemezek, közreműködések, nagylemezek) választhattak. 44 dalt választottak ki, amit előadtak.
Október 31-én kiadták a tizenegyedik stúdióalbumukat „Popcorn” címmel. Több, mint 750 000 példányban adták el, és megkapta a Platinum minősítés a RIAJ-tól. A „Popcorn” koncertsorozat decembertől januárig tartott, és összesen 730 000 ember nézte meg előadásukat a tizenhat koncerten. Zsinórban harmadjára lett az Arashi a házigazdája a hatvanharmadik NHK „Kouhaku Uta Gassen” szilveszteri rendezvényévek,ebben az évben Maki Horikita színésznővel. Ninomija azt nyilatkozta: „Nyerni akarok ebben az évben.” Szakurai pedig hozzátette: „Művészként,valami újat szeretnénk csinálni.”
Az Arashi a harmadik legnagyobb bevételű együttes volt 2012-ben Japánban 10 454 milliárd jennel.

### 2013: Love
Január 11-én jelentették be, hogy a negyvenedik kislemezük, a „Calling/Breathless” március 6-án fog megjelenni. A dupla kislemez dalai főcímdalok lettek: Aiba Maszaki szereplésével a „Last Hope” című sorozaté, és Ninomija Kazunari szereplésével a „Platina Data” című filmé. A „Calling” első videóelőzetesét február 5-én vetítették le, Aiba bemutatásával.
2012. december 26-án megjelent az „Arafes” DVD-jük, amiből több mint 624 000 példányt adtak el, és még január végére fenntartotta a vezető pozícióját az Oricon toplistán, ezzel az ötödik hetet megkezdve az első helyen. A következő koncert DVD március 16-án jelent meg, a 2012-es turnéról, ugyanazzal a névvel: „Arashi Live Tour: Popcorn” A dupla kislemez megjelenése után hamarosan közölte az Oricon, hogy rekord mennyiségű példányt adtak el belőle az első héten, azaz körülbelül 756 000 darabot. Ez a szám azt mutatja, hogy a negyvenedik kislemezük a legsikeresebb eddig az első heti eladások alapján. Később elérte a 853 467 példányos eladást. Az Arashi április 9-én bejelentette a „Kazoku Game” sorozat (amelyben Szakurai is szerepet kapott) sajtótájékoztatóján a negyvenegyedik kislemezük, az „Endless Game” megjelenését. A kislemez megjelenési dátuma május 29. volt.
Szeptember 21-én és 22-én az Arashi még egyszer megtartotta az „Arafes” koncerteket a Nemzeti Olimpiai Stadionban. Már zsinórban hatodik éve léptek fel itt. Szintén koncerteztek a dómokban is november 8-tól december 22-ig.
Október 23-án megjelent a huszadik stúdióalbumuk, „Love” címmel. A lemez több mint 670 000-en vették meg az első héten. A „Love” koncertsorozat 2013. novemberétől decemberig tartott. Az Oricon hat díjra jelölte ki az Arashit ebben az évben, beleértve a legtöbb eladás díját is. Az Arashi negyedik alkalommal volt a házigazdája a hatvannegyedik NHK „Kouhaku Uta Gassen” szilveszteri rendezvényének, ezúttal Haruka Ajasze színésznővel. Az Arashi a legnagyobb bevételű együttes volt 2013-ban Japánban 14 192 milliárd jennel.

### 2014: tizenötödik évforduló
2014. február 12-én megjelent a negyvenkettedik kislemezük „Bittersweet” címmel. A „Bittersweet” lett a főcímdala a „Shitsuren Chocolatier” című sorozatnak, amiben Macumoto szerepelt. 2014. április 30-án kiadták a „Guts!” című kislemezt, ami a „Yowakutemo Katemasu” sorozat főcímdala lett, amelyben Ninomija játszott. Továbbá, 2014. május 21-én kiadtak egy DVD-t/Blu-ray-t „Arashi Arafes ’13 National Stadium 2013” néven. Ez bemutatta a csapat előző évi szeptember 22-i előadását a Nemzeti Olimpiai Stadionban, és ez volt az első alkalom, hogy Blu-Ray-en is megjelentettek valamit. Ezt követően május 28-án kiadták a negyvennegyedik kislemezüket, a „Daremo Shiranai”-t. Ezt főcímdalnak használták a „Shinigami-kun” című sorozathoz, Szatoshi Ohno szereplésével. 2014. július 30-án megjelent az „Arashi Live Tour 2013 „Love”” DVD-jük.
2014. szeptember 19-én és 20-án a tizenötödik évfordulójuk megünneplésére az Arashi Oahu-ban, Hawaii-on adott koncertet, „Arashi Blast in Hawaii” néven. Szintén tartottak egy eseményt júniusban „Arashi no Wakuwaku Gakko 2014 Deepening the Bonds of Friendship” néven, amit élőben közvetítettek Sanghajban és Szingapúrban. Ezalatt az esemény alatt jelentették be az Arashi tagjai, hogy ősszel új stúdióalbumot adnak ki, és koncertezni fognak az öt dómban. Tizennyolc előadásuk volt, amit összesen több mint 840 000 rajongó látogatott meg, és ezzel ez vált a legnagyobb turnéjukká.Szintén az évfordulójuk ünneplésére, mind az öt tag főszerepet kapott a „Pikanchi” filmben, tíz évvel az előző megjelenés után. Hét év után a 2007-es „Kiiroi Namida” óta ez volt az első olyan alkalom, hogy mind az öten együtt játszottak egy filmben.
2014. októberben megjelent az utolsó stúdióalbumuk az évre, „The Digitalian” címmel. Tizenhat dalt tartalmazott, köztük a „Bittersweet”-et, a „Guts!”-ot, és a „Daremo Shiranai”-t is. Az Arashi volt a házigazdája az ötödik alkalommal a hatvanötödik NHK „Kouhaku Uta Gassen” szilveszteri rendezvényének, ebben az évben Juriko Jositaka színésznővel.

### 2015: Japonism
2015-ben az első Arashi-kislemez „Sakura” címmel jelent meg február 25-én. A „Sakura” az „Ouroboros” című sorozat főcímdala lett, Toma Ikuta és Sun Oguri főszereplésével. Ez volt az első olyan alkalom, hogy nem egy olyan sorozat főcímdalát írta az Arashi, amiben valamelyik tag szerepel. Az első héten 465 000 példányt adtak el, és az Oricon lista első helyén végzett. Továbbá, a „Pikanchi Life is Hard Tabun Happy” című DVD/Blu-ray is ezen a napon jelent meg az Arashi főszereplésével. 72 000 és 88 000 példányban adták el az első héten a megjelenés után, és ezzel első helyen végeztek mind a DVD, mind a Blu-ray kategóriában. Japánban a 88 000-es Blu-ray eladás az eddigi legtöbb az összes japán Blu-ray közül.
2015. április 15-én új koncert DVD-t adtak ki, az „Arashi Blast in Hawaii”-t. Május 13-án megjelent a negyvenhatodik kislemezük „Aozora no Shita, Kimi no Tonari” címmel, ami a főcímdala lett Aiba Maszaki sorozatának, a „Yokoso, Wagaya E”-nek. 501 000 darabot vettek meg belőle az első héten, és ez volt a második olyan kislemezük az évben, ami tartotta az első helyet. A negyvenhetedik kislemezük szeptember 2-án jelent meg „Ai o Sakebe” címmel. Ezt a dalt a Recruit Zexy használta fel reklámjának háttérzenéjének. A kislemez 463 000-es eladással az Oriconnál első helyen végzett a heti összesítésben. Ez volt a harminchatodik egymást követő alkalom, hogy elérték az első helyet a heti rangsorolásban. Szeptember 19-én, 20-án, 22-én és 23-án tartottak egy koncertsorozatot „Arashi Blast in Miyagi” címmel a Miyagi stadionban. Ezek a koncertek az előző évben Hawaii-on tartott „Arashi BLAST” koncertsorozat folytatásai voltak. Ezekkel a koncertekkel támogatták a 2011-es tóhokui földrengés utáni felújításokat. Összesen 208 000 rajongó vett részt a koncerteken. Nyolc év után először léptek fel a Tóhoku régióban.
Október 21-én kiadták a tizennegyedik stúdióalbumukat, Japonism címmel. Húsz dalt tartalmazott, beleértve a „Sakura”-t, és az „Aozora no Shita, Kimi no Tonari”-t is. Több, mint 950 000 példányt adtak el belőle. A nagylemez népszerűsítésének céljából, turnéra indultak az öt dómban november 6-tól december 23-ig. Ezzel a koncertsorozattal összesen 10 163 000-es koncertlátogatóval rendelkezett az Arashi tizenhét év alatt, ami rekordnak számít. A tizenhetedik évfordulójuk ünneplésére bejelentették, hogy 2016-ban folytatják a turnézást az „ARASHI ’Japonism Show’ in ARENA” elnevezésű koncerttel. Ez volt kilenc év eltelte után ez az első arénakoncertjük.
A Japonism album volt a legnépszerűbb lemez 2015-ben Japánban. A DVD rangsorolásban is az első helyen álltak az „Arashi Blast in Hawaii” című koncertfilmmel, és az „Arashi Live Tour 2014 The Digitalian” Blu-Ray-jel is. Az „Aozora no Shita, Kimi no Tonari”, a „Sakura”, és az „Ai o Sakebe” a kilencedik, a tizenegyedik és a tizenkettedik helyet kapták a kislemezek kategóriájában.
Az Oricon jelentése szerint az Arashinak 14 328 milliárd jenes bevétele lett a cédék eladásával 2015-ben, ezzel minden előadót felülmúlva Japánban.

### 2016-2017: Are you happy?
2016. február 24-én jelent meg az év első kislemeze „Fukkatsu Love” néven. A dalt Jamasita Tacuro szerezte, a dalszöveget pedig Takeucsi Marija írta. A dal a „NTT Docomo d hits” háttérzenéje lett. Az első héten 485 006 példányt vettek meg belőle, és ezzel az Oricon heti toplistájának élén állt.
Május 18-án kiadták az első dupla kislemezüket a 2013-as „Calling / Breathless” óta, „I seek / Daylight” címmel. A dalokat a „Sekai Ichi Muzukashii Koi” és a „99.9 Keiji Senmon Bengoshi” című sorozatok főcímdalainak választották Ohno és Macumoto szereplésével. 737 951 példányt adtak el belőle az első héten és az Oricon heti toplistájának élére került. Megtartotta az első helyét az azt követő héten is,és még 48 420 darab kelt el. Szeptember 14-én megjelent a „Power of the Paradise” című kislemez. A sláger az NTV 2016-os riói olimpia összefoglalójának főcímdala lett.
Október 26-án kiadták a tizenötödik stúdióalbumukat „Are You Happy?” címmel. Több mint 636 000 példányt adtak el belőle az első héten és az Oricon heti toplistájának élére került. Az album népszerűsítésére turnét indítottak 2016. novembertől 2017. januárig: felléptek Japánban a nagy dómokban. 2016-ban az „Are You Happy?” lett a legkelendőbb album Japánban. Azt is közölték, hogy az Arashinak van a legmagasabb bevétele 2016-ban 12 183 milliárd jennel, és a Blu-Ray toplistát is uralták az „Arashi Live Tour 2015 Japonism”-mel és az „Arashi Blast in Miyagi”-val. December 31-én az Arashi részt vett a hatvanhetedik NHK „Kouhaku Uta Gassen” rendezvényen, amit az egyik tag, Aida vezetett Kaszumi Arimurával. Most először kérték fel az Arashi az „ootori” címre,azaz arra, hogy fellépjenek a műsor zárásaként.
Az együttes elnyerte az év előadója díjat a RIAJ által. Az első olyan előadók voltak, akik már ötször megkapták ezt a díjat pályafutásuk során.
2017. április 19-én kiadták az év első kislemezét „I’ll be there” címmel, ami a „Kizoku Tantei” sorozat főcímdala lesz, Aiba szereplésével. Továbbá, május 31-én adják ki az „ARASHI Live Tour 2016 – 2017 Are You Happy?” DVD-t. A limitált kiadású változatban megtalálható a 2016-os augusztusi jokohamai koncertjük az „ARASHI ’Japonism Show’in ARENA” turnéból.

## Diszkográfia

### Stúdióalbumok
- 2001: Arashi No.1 Ichigou: Arashi wa Arashi o Yobu!
- 2002: Here We Go!
- 2003: How's It Going?
- 2004: Iza, Now!
- 2005: One
- 2006: Arashic
- 2007: Time
- 2008: Dream "A" Live
- 2010: Boku no Miteiru Fūkei
- 2011: Beautiful World
- 2012: Popcorn
- 2013: Love
- 2014: The Digitalian
- 2015: Japonism
- 2016: Are You Happy?

### Válogatások
- 2002: Arashi Single Collection 1999–2001
- 2004: 5x5 The Best Selection of 2002–2004
- 2009: All the Best! 1999–2009
- 2012: Ura Ara Mania

## Fordítás
- Ez a szócikk részben vagy egészben  az   Arashi című angol Wikipédia-szócikk ezen változatának fordításán alapul.  Az eredeti cikk szerkesztőit annak laptörténete sorolja fel. Ez a jelzés csupán a megfogalmazás eredetét és a szerzői jogokat jelzi, nem szolgál a cikkben szereplő információk forrásmegjelöléseként.